# Sluha

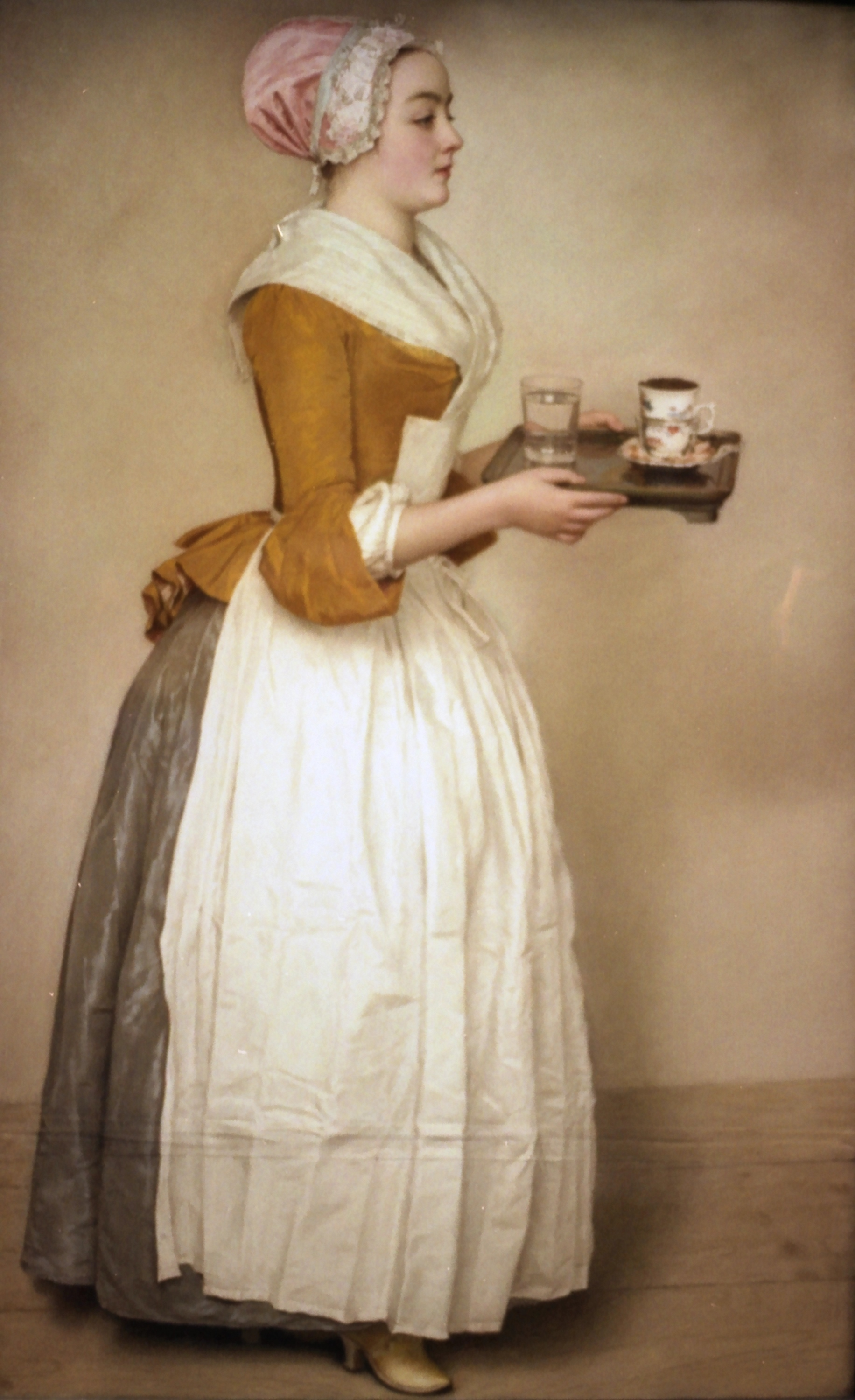
Jean-Étienne Liotard: La Belle Chocolatière

Sluha (muž) či služka (žena), zastarale též sloužící nebo služebná, příp. lokaj, je osoba, která se jako zaměstnanec stará o něčí domácnost nebo její část (například o vaření, úklid, praní či žehlení). Sluhové a služky se souhrnně označují jako služebnictvo; je-li početnější, může být podřízeno správci, který se nazývá majordomus.